# ستيفن ليندسي (سياسي)
ستيفن ليندسي (بالإنجليزية: Stephen Lindsey)‏ هو محامي وسياسي أمريكي، ولد في 3 مارس 1828 في الولايات المتحدة، وتوفي بنفس المكان في 26 أبريل 1884. حزبياً، نشط في الحزب الجمهوري. وقد انتخب عضو مجلس نواب مين وانتخب عضو مجلس النواب الأمريكي.